# Mesna
Mesna (lastniško ime Uromitexan in Mesnex) je organožveplova spojina, ki se uporablja kot adjuvant pri kemoterapiji s ciklofosfamidom ali ifosfamidom. MESNa je akronim za Natrijev 2-MerkaptoEtan Sulfonat.

## Uporaba

### Adjuvant pri kemoterapiji
Mesna zmanjšuje incidenco hemoragičnega cistitisa in hematurije pri bolnikih, ki prejemajo kemoterapijo z ifosfamidom oziroma ciklofosfamidom. Ciklofosfamid in ifosfamid se "in vivo" pretvorita v urotoksične presnovke, kot je na primer akrolein. Mesna se v krvi oksidira do mesna disulfida, nato pa se v ledvicah reducira nazaj do mesne in s tem prispeva prosto tiolno skupino, ki se veže na akrolein in ga inaktivira. Mesna poveča tudi izločanje cisteina s sečem.

### Ostalo
Mesna se uporablja tudi kot mukolitik, saj deluje po istem principu kot acetilcistein (mehča gosto sluz in oljaša dihalne težave).

## Aplikacija
Aplicira se lahko intravensko v kratkih 15–30 minutnih infuzijah ali v neprekinjeni 24 urni-infuziji. Peroralno se lahko aplicira v obliki tablete ali raztopine.

## Odmerjanje
Intravenska aplikacija: priporočeni odmerek mesne je enak 60 % odmerka ifosfamida in se daje v treh ločenih odmerkih (0, 4 in 8 ur po začetku infuzije ifosfamida). Drugi intravenski režimi predpisujejo, da se aplicira mesno v 80 % odmerka ifosfamida v štirih ločenih odmerkih (0, 3, 6 in 9 ur po začetku infuzije ifosfamida). Obstaja tudi kombinacija intravenske in peroralne aplikacije, in sicer pri odmerku mesne, ki je enak 100 % odmerka ifosfamida, pri čemer se 20 % celokupnega odmerka mesne aplicira intravensko ob času 0, sledi mu 40 % odmerka mesne peroralno po dveh urah od začetka infuzije ifosfamida in na koncu še 40 % odmerka mesne po šestih urah od začetka infuzije ifosfamida.